# Carsten Mossing
Carsten Mossing (født 1946 i Aalborg) er en dansk forfatter.

## Manuskript
- Som vandringsmand blandt stjerner, Filmmanuskript
- Apotekeren i Broager, Krimi serie i tre afsnit
- Brombærtærte, Hørespil. Option DR 1985
- En Rose til Villy, TV-film, fra 1986
- Hvor der er vilje, er der vej TV-film fra 1987
- Kamp mod uret TV-drama-dokumentarisme fra 1988

### Andre værker
- Tæl kun de lyse timer Skuespil i 2 akter
- Til bords med Skagensmalerne Oversat fra svensk efter En bit Skagen. Gyldendal 1994, ISBN 87-00-19234-1
- Skriget, Filmanuskript fra 1995 for Option Norsk Film A/S

## Kort-film

### Masterworks
- Michael Ancher
- Viggo Johansen
- Christian Krogh
- P.S. Krøyer
- Anna Ancher

## Meritter
- Statens Kunstfond 1985